# Potowa Rinchen Sel
Potowa Rinchen Sel (tibétain : པོ་ཏོ་བ་རིན་ཆེན་གསལ་, Wylie : po to ba rin chen gsal) (1027-1105) est un maître de l'école Kadampa du bouddhisme tibétain, un des trois principaux disciples de Dromtönpa, le disciple d'Atisha.

## Biographie
Potowa Rinchen Sel Chokle Namgyel  est né en 1027 ou 1031. Il est ordonné à Gyel Lhakang en présence de Lan Tsuljang et a servi comme intendant du monastère de Drakgyab à Penyul ('phan yul, l'actuel Xian de Lhünzhub).
À l'âge de vingt-huit ans, en 1058, Potowa se rend au monastère de Réting et devient l'un des trois disciples principaux de Dromton Gyelwa Jungne, le disciple principal d'Atisha. Les deux autres étaient Puchungwa Zhonnu Gyeltsen (1031-1109) et Chennga Tsultrim Bar (1038-1103).
Dromton est mort en 1064, six ans plus tard, et Potowa débute alors une retraite qui va durer environ quinze ans. À l'âge de cinquante ans, il enseigne à Kandrak, Drolak et Tartok dans la région de Penyul, ainsi que sur le site où Taklung Thangpa Tashi Pal (en) fondera plus tard le monastère de Taklung. Par la suite, il fonde le monastère de Poto à Penyul. Il devient l'abbé du monastère de Réting, succédant à Gonpawa Wangchuk Gyeltsen.
Potowa a enseigné ce que l'on appelait les Six Textes de Base du Kadampa.
Selon les Annales bleues, le mandat de Potowa en tant qu'abbé de Réting pris fin après qu'il fut victime de calomnies par un Khampa anonyme. Son disciple Yeshe Bar suivit son maître, qui sortait du monastère de nuit, et lui demanda une explication : « Quelle est cette conduite de l'acarya? » Potowa rétorqua que ce n'était pas à un disciple de remettre en question les activités de son maître, et il poursuivit son chemin.
Parmi ses disciples figurent Langri Tangpa, Gampopa et Dolpa Sherab Gyatso.  
Dakyap Nawang Losang Yeshi Rinpoché, sa 14e reincarnation, s'est exilé en Inde où il est mort en 1983. Son successeur a été reconnu en 1986 par le 14e dalaï-lama.